# Hofje van Kuijl’s Fundatie
Het  hofje van Kuijl’s Fundatie   is een hofje dat in 1972 gebouwd werd. Het  hofje is gevestigd aan de 's-Gravenweg in de Rotterdamse wijk  Kralingen. Het hofje was eerder gevestigd aan de Schiekade. Het hofje is een van de drie nog in Rotterdam aanwezige hofjes. De overige twee zijn Uit liefde en voorzorg en Vrouwe Groenevelt's Liefdegesticht. Van die drie is Kuijl's Fundatie de enige, waarvan de bestuurlijke constructie nog steeds dezelfde is als bij de oprichting.
Het initiatief voor het eerste hofje van Kuijl’s Fundatie werd genomen door Anthony (17 september 1741 – 31 december 1811) en Anthonetta (20 mei 1736  - 11 december 1813) Kuijl. Beiden waren stiefkinderen van Dirk Scheurwater, een handelaar in verfwaren. Scheurwater liet een aanzienlijk deel van zijn vermogen aan deze stiefkinderen na. Zij lieten een testament opmaken waarin werd vastgelegd, dat het grootste deel van hun nalatenschap bestemd was voor een instelling voor weduwen en oudere vrouwen. Al in het testament werd bepaald dat dit Kuijl's Fundatie zou gaan heten. Na het overlijden van haar broer bevestigde Anthonetta het voornemen tot het stichten van een hofje nog eens in een nieuw testament. Het motto van de instelling werd later verwoord door een regel van de dichter Hendrik Tollens.  Is Menschenliefde Christenleer En wil en wet van d'Albehoeder. Dan blijft de naam van Kuijl in eer De naam van zuster en van broeder.  Niet enkel hier bewaard in Schrift Maar hoog bij God in goud gegrift .

## Anthonetta Kuijl en de stichting van de Fundatie

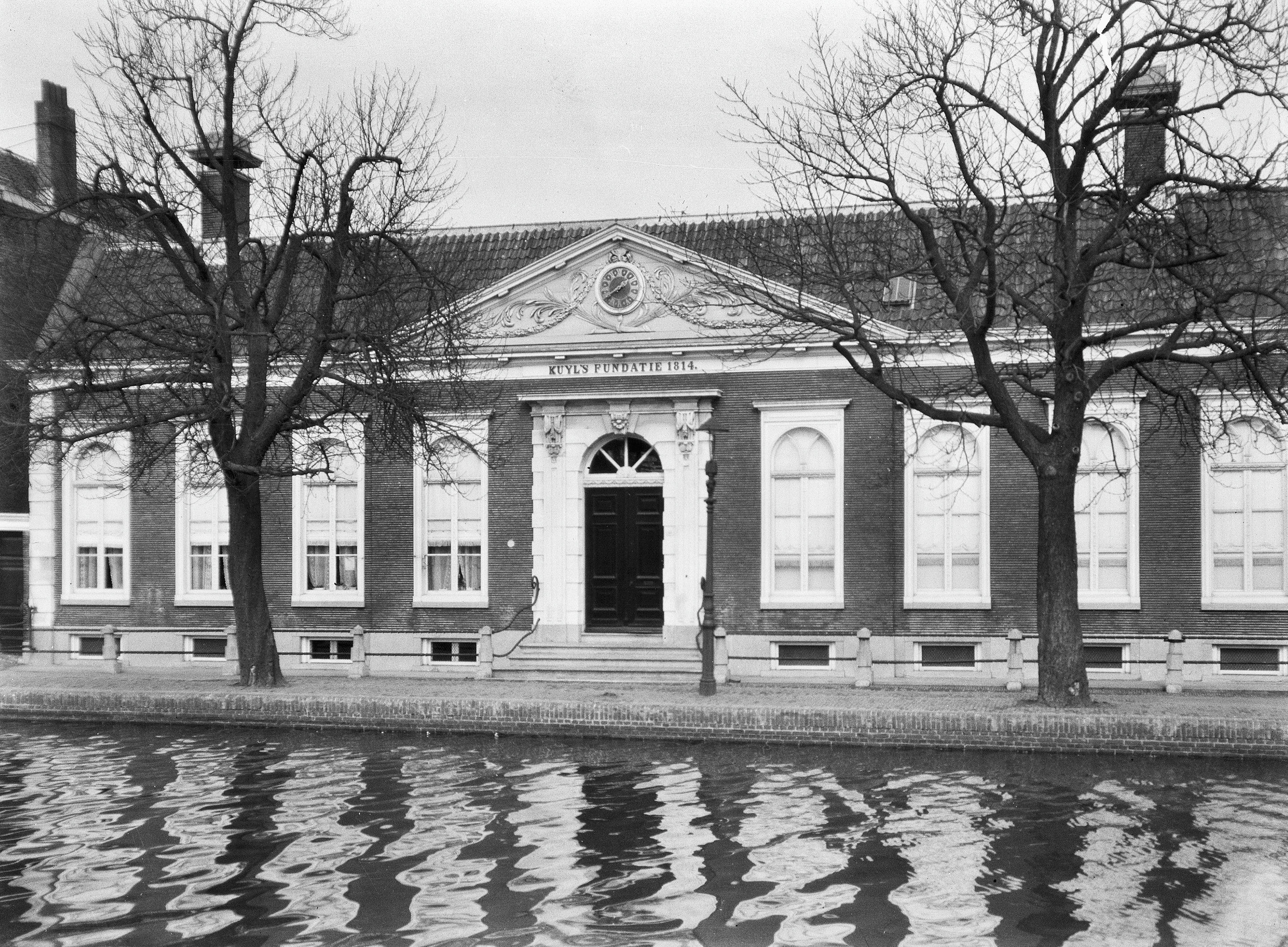
Kuijl’s Fundatie aan de nog niet gedempte Schiekade

Anthonetta bepaalde dat het hofje gebouwd zou worden op haar buiten, gelegen aan de Schie. De vier executeurs-testamentair zouden de eerste regenten worden. De regenten zouden eenmaal per jaar verantwoording moeten afleggen aan twee beschermheren. Nog voor haar overlijden wist Anthonetta te regelen dat de twee beschermheren de president en vicepresident van het Keizerlijk Gerechtshof in Den Haag zouden zijn. Cornelis Felix van Maanen en Arnoldus van Gennep werden dan ook de eerste beschermheren. Ruim twee eeuwen later zijn de president en vicepresident van de rechtsopvolger, de Hoge Raad, nog steeds de twee beschermheren.
Het hofje was duidelijk niet bedoeld voor dames uit de welgestelde klasse. Het diende huisvesting te bieden aan   zestien weduwen of vrijsters en geene zogenaamde juffrouwen, gezond van lijf en leeden, en dus zonder slepende ziektens, teering of diergelijken, ook dat het alleen dezulken moeten zijn, die door een eerlijk gedrag en wandel, en niet door dronkenschap of ander wangedrag, echter in omstandigheden gekomen zijn, van een dusdadig soutien te behoeven. De vrouwen dienden te behoren tot een protestants kerkgenootschap. Bewoonsters van het het hofje kregen kosteloze inwoning en een uitkering van fl. 100,- per jaar.
Zij bepaalde verder, dat nooit een predikant of een andere geestelijke als regent benoemd zou kunnen worden. In het testament wordt vermeld  als begeerende ik dat de zoodanige daarvan altoos moeten zijn uitgesloten en dat zelfs hun invloed bij of omtrent het bestuur van aleergemelde Gesticht zooveel mogelijk zal moeten gemenageerd en ontweken.

## Na 1815
In 1815 werd het hofje aan dat deel van de Schie, dat later de Schiekade zou gaan heten, gerealiseerd. Buiten een fraude door een boekhouder eind negentiende eeuw voor een bedrag van fl.25.000,- zijn er geen opmerkelijke feiten te vermelden.
Het hofje overleefde het bombardement op Rotterdam zonder noemenswaardige schade. In de jaren daarna werd het echter wel getroffen door een bominslag. Met het puin van het bombardement werd onder meer de Schiekade gedempt en daarbij werden de kademuren afgebroken. Het wegvallen van de steun van de kademuren bleek niet lang daarna ernstige funderingsproblemen op te leveren.
Uiteindelijk werd een oplossing gevonden in een grondruil met het naastgelegen Sint Franciscus Gasthuis, dat uitbreidingsplannen had. Het ziekenhuis verkreeg de grond van de fundatie en het hofje kon in 1972 opnieuw herbouwd worden op het landgoed Vredenoord, dat eigendom was van het ziekenhuis.
Het hoofdgebouw werd steen voor steen afgebroken en weer opgebouwd  aan de 's-Gravenweg. Achter dit gebouw werden woningen voor ouderen in de vorm van een hofje gebouwd die aan de eisen van die tijd voldeden. Het hoofdgebouw  dient nu als trouwlocatie en wordt ook gebruikt voor diverse andere evenementen. Het is sinds 1973 een rijksmonument. De eerste etage van het herenhuis aan de Schiekade maakt nu deel uit van de buitenzijde van de Grote Kerk in Dordrecht als afsluiting van de bebouwing op de hoek Lange Geldersekade en Pottenkade.